# Skövde AIK
Skövde AIK (Skövde Allmänna Idrottsklubb) är en idrottsklubb från Skövde vars herrlag i fotboll är Skövdes främsta, såväl historiskt som idag (2024). Man har spelat 15 säsonger i näst högsta serien (senast 2024). Den största framgången nåddes 1970 då man kvalade till allsvenskan. Utöver det var klubben säsongen 2022 4 poäng från att kvalificera sig för kval till Allsvenskan. Hemmaarenan är Södermalms IP. Från 2024 är planen omlagd med konstgräs och det har påbörjats en ombyggnation för att göra arenan godkänd för elitfotboll.
2000-2002 föll laget ur serier tre år i rad, men 2003 i femman började marschen uppåt igen och den gick ännu snabbare - fyra raka avancemang. År 2006 vann Skövde AIK sin division 2-serie efter att ha besegrat IK Sleipner med 2-1 i en direkt avgörande seriefinal inför 2364 åskådare.
Handbollen är numera nedlagd i Skövde AIK. Mellan åren 1946 och 1962 spelade klubben sju säsonger i handbollsallsvenskan. Inge Bladh spelade tre A-landskamper åren 1953-55.
Klubbens futsallag har vunnit Svenska mästerskapet i futsal vid fem tillfällen, 2005, 2006, 2007, 2008 och 2009.

## Bildandet
Den 20 juni 1919 samlades några pojkar i ett hus beläget vid "Bryggarns sjö". För nästan alla Skövdebor är detta en helt okänd plats, men den var belägen där Bäckvägen (Östermalm) nu ligger.
Detta hus beboddes av familjen Claesson med sönerna Erik och Gösta. De båda, samt några pojkar till bildade denna dag en förening som kom att kallas Mariebergs IK. De grenar som fanns på programmet från början var fotboll samt friidrott. 
En del av de aktiva i den nya föreningen kom från IK Viking, vilken var en liten förening som förde en tynande tillvaro och som snart helt upphörde. När den nya föreningen 1921 sökte medlemskap i Riksidrottsförbundet gjorde man det under namnet IK Viking. Då det redan fanns en klubb i landet med liknande namn fick man lämna ett annat förslag, nämligen Skövde AIK. Klubben fick vid starten 21 medlemmar och ett fotbollslag sattes upp. Medlemsavgiften var då 25 öre/vecka.

## Spelare

### Spelartruppen
(L) - Inlånad spelare
| Nummer      | Land      | Spelare             | Födelsedatum     | Kom från                    | Moderklubb       |
| Målvakter   | Målvakter | Målvakter           | Målvakter        | Målvakter                   | Målvakter        |
| ----------- | --------- | ------------------- | ---------------- | --------------------------- | ---------------- |
| 1           | Sverige   | Filip Järlesand     | 29 mars 2004     | Degerfors IF                | Jula BK          |
| 35          | Sverige   | Malcom Moulare      | 19 juli 2008     | Skövde AIK U                | IFK Skövde       |
| 35          | Sverige   | Gustav Torstensson  | 7 februari 2005  | Holmalunds IF               | SK Mjörn         |
| Försvarare  |           |                     |                  |                             |                  |
| 2           | Sverige   | Gottfrid Elofsson   | 5 januari 2006   | Skövde AIK U                | IFK Mariestad    |
| 3           | Sverige   | Samuel Johnson      | 30 oktober 2006  | Skövde AIK U                | Skövde AIK       |
| 4           | Sverige   | Aldin Basic         | 24 februari 1998 | Arendal                     | Värnamo Södra FF |
| 5           | Sverige   | Hannes Forsgård     | 23 januari 2004  | Skövde AIK U                | Tidaholms GoIF   |
| 13          | Sverige   | Arvid Remmerfelt    | 29 maj 2006      | Skövde AIK U                | Våmbs IF         |
| 17          | Sverige   | Viktor Nylén        | 11 februari 2005 | IF Elfsborg                 | Sverige          |
| 19          | Sverige   | Samuel Sörman       | 6 oktober 1999   | Västerås SK                 | Våmbs IF         |
| Mittfältare |           |                     |                  |                             |                  |
| 6           | Sverige   | Erik Ström          | 13 april 2006    | Skövde AIK U                | IFK Skövde       |
| 7           | Sverige   | Emil Skillermo      | 1 september 2002 | IFK Skövde                  | Skara FC         |
| 8           | Syrien    | Elmar Abraham       | 1 mars 1999      | IFK Skövde                  | IFK Skövde       |
| 11          | Sverige   | Elias Nordström     | 7 april 2004     | Åtvidabergs FF              | Barnarps IF      |
| 12          | Sverige   | Valdemar Linnarsson | 8 juni 2006      | Skövde AIK U                | Grolanda IF      |
| 14          | Sverige   | Oscar Lennerskog    | 30 juli 2000     | FC Trollhättan              | Lidköpings IF    |
| 15          | Sverige   | Walter Ansgariusson | 27 januari 2006  | Skövde AIK U                | IFK Hjo          |
| 20          | Sverige   | Armend Suljev       | 23 augusti 1996  | IFK Skövde                  | IFK Skövde       |
| 21          | Sverige   | Elias Younan        | 1 januari 2010   | Skövde AIK U                | IFK Skövde       |
| 22          | Ghana     | Enock Kwakwa        | 2 juli 1994      | Northern Colorado Hailstorm | Right to Dream   |
| Anfallare   |           |                     |                  |                             |                  |
| 9           | Sverige   | Marc Agerborn       | 24 maj 2003      | Lidköpings FK               | Skultorps IF     |
| 10          | Sverige   | Sargon Abraham      | 7 februari 1991  | Örgryte IS                  | IFK Skövde       |
| 18          | Sverige   | Liam Samuelsson     | 4 maj 2006       | Skövde AIK U                | Tomtens IF       |

### Skövde AIK - profiler
- Johan Mårtensson - (Avslutat karriären)
- Jakob Orlov - (Avslutat karriären)
- Jonas Lindberg - (GAIS)
- Sargon Abraham - (Skövde AIK)
- Sebastian Ohlsson - (Degerfors IF)
- Gustav Granath - (Västerås SK)
- Rasmus Örqvist - (IF Brommapojkarna)
- Gustaf Norlin - (ŁKS Łódź)
- Viktor Granath - (SV Sandhausen)
- Gustav Friberg - (Halmstads BK)
- Villiam Granath - (Halmstads BK)
- Filip Schyberg - (Halmstads BK)

### Fotnoter
1. ↑  ”SM i Futsal”. Svenska Fotbollförbundet. http://svenskfotboll.se/cuper-och-serier/sm-i-futsal/tidigare-vinnare-senior/. Läst 15 december 2013.
2. ↑  ”Truppen”. Skövde AIK. https://www.skovdeaik.se/grupp/?ID=439793. Läst 22 februari 2025.